# Campionat del món de ciclisme en pista de 2006
El Campionat Mundial de Ciclisme en Pista de 2006 es va celebrar a Bordeus (França) entre el 13 i el 16 d'abril de 2006.
Les competicions es van celebrar al Velòdrom de Bordeus. En total es va competir en 15 disciplines, 9 de masculines i 6 de femenines.

## Resultats

### Masculí
| Prova                     | Or                                                                           | Argent                                                                   | Bronze                                                                              |
| Velocitat individual      | Theo Bos · Països Baixos                                                     | Craig MacLean · Regne Unit                                               | Stefan Nimke · Alemanya                                                             |
| Velocitat per equips      | França · Grégory Baugé · Mickaël Bourgain · Arnaud Tournant                  | Regne Unit · Chris Hoy · Jason Queally · Jamie Staff                     | Austràlia · Shane Perkins · Ryan Bayley · Shane Kelly                               |
| Persecució individual     | Robert Bartko · Alemanya                                                     | Jens Mouris · Països Baixos                                              | Paul Manning · Regne Unit                                                           |
| Persecució per equips     | Austràlia · Matthew Goss · Peter Dawson · Stephen Wooldridge · Mark Jamieson | Regne Unit · Rob Hayles · Paul Manning · Geraint Thomas · Steve Cummings | Ucraïna · Volodímir Diúdia · Roman Kononenko · Lyubomyr Polatayko · Maxim Polischuk |
| Quilòmetre contrarellotge | Chris Hoy · Regne Unit ·                                                     | Ben Kersten · Austràlia ·                                                | François Pervis · França ·                                                          |
| Cursa per punts           | Peter Schep · Països Baixos ·                                                | Rafał Ratajczyk · Polònia ·                                              | Vassil Kirienka · Belarús ·                                                         |
| Keirin                    | Theo Bos · Països Baixos                                                     | José Antonio Escuredo · Espanya                                          | Arnaud Tournant · França                                                            |
| Madison                   | Joan Llaneras · Isaac Gálvez · Espanya ·                                     | Lyubomyr Polatayko · Volodímir Ribin · Ucraïna ·                         | Juan Curuchet · Walter Pérez · Argentina ·                                          |
| Scratch                   | Jérôme Neuville · França ·                                                   | Ángel Darío Colla · Argentina ·                                          | Ioánnis Tamourídis · Grècia ·                                                       |

### Femení
| Prova                     | Or                              | Argent                          | Bronze                       |
| Velocitat individual      | Natàl·lia Tsilínskaia · Belarús | Victoria Pendleton · Regne Unit | Guo Shuang · R.P. de la Xina |
| Persecució individual     | Sarah Hammer · Estats Units     | Olga Slyusareva · Rússia ·      | Katie Mactier · Austràlia    |
| 500 metres contrarellotge | Natàl·lia Tsilínskaia · Belarús | Anna Meares · Austràlia         | Lisandra Guerra · Cuba ·     |
| Cursa per punts           | Vera Carrara · Itàlia           | Olga Slyusareva · Rússia ·      | Gema Pascual · Espanya       |
| Scratch                   | María Luisa Calle · Colòmbia ·  | Gina Grain · Canadà             | Olga Slyusareva · Rússia ·   |
| Keirin                    | Christin Muche · Alemanya       | Clara Sanchez · França          | Guo Shuang · R.P. de la Xina |

## Medaller
| Pos.  | País            | Or | Plata | Bronze | Total |
| 1     | Països Baixos   | 3  | 1     | 0      | 4     |
| 2     | França          | 2  | 1     | 2      | 5     |
| 3     | Alemanya        | 2  | 0     | 1      | 3     |
| 3     | Belarús         | 2  | 0     | 1      | 3     |
| 5     | Regne Unit      | 1  | 4     | 1      | 6     |
| 6     | Austràlia       | 1  | 2     | 2      | 5     |
| 7     | Espanya         | 1  | 1     | 1      | 3     |
| 8     | Colòmbia        | 1  | 0     | 0      | 1     |
| 8     | Itàlia          | 1  | 0     | 0      | 1     |
| 8     | Estats Units    | 1  | 0     | 0      | 1     |
| 11    | Rússia          | 0  | 2     | 1      | 3     |
| 12    | Argentina       | 0  | 1     | 1      | 2     |
| 12    | Ucraïna         | 0  | 1     | 1      | 2     |
| 14    | Canadà          | 0  | 1     | 0      | 1     |
| 14    | Polònia         | 0  | 1     | 0      | 1     |
| 16    | R.P. de la Xina | 0  | 0     | 2      | 2     |
| 17    | Cuba            | 0  | 0     | 1      | 1     |
| 17    | Grècia          | 0  | 0     | 1      | 1     |
| Total | Total           | 15 | 15    | 15     | 45    |